# Labidostomis centromaculata
Labidostomis centromaculata es una especie de insecto coleóptero de la familia Chrysomelidae.
Fue descrita científicamente en 1839 por Gené.